# Slijmrandkaalkopje
Het slijmrandkaalkopje (Psilocybe liniformans) is een paddenstoel uit de familie Hymenogastraceae. Het is in de sectie Semilanceatae van Psilocybe. Het leeft saprotroof op oude, half verteerde paardemest in begraasde duingraslanden.

## Kenmerken
De steel van Psilocybe liniformans is 5,5-7,5 cm lang. De hoed is 4,5-7,5 cm breed. Deze laatste is aanvankelijk puntig klokvormig en vlakt af naarmate hij ouder wordt. De roodbruine, glanzende hoed vervaagt naar de rand toe naar geelbruin. De lamellen zijn geelbruin tot donker geelbruin. De sporendruk is bruin tot donkerbruin. De cilindrische en over de volledige lengte gegroefde steel is bleekgeel. In het bovenste derde deel van de steel bevindt zich een witachtige ring. Zowel de steel als de hoed kunnen blauw kleuren bij beschadiging.

## Verwante soorten
Psilocybe liniformans is fylogenetisch gezien een nauwe verwant van het blauwvoetkaalkopje (Psilocybe fimetaria). Niet alleen groeien ze vaak in dezelfde habitat, maar ze zijn ook macroscopisch vergelijkbaar. De beste manier om de soorten te onderscheiden is door te testen op de aanwezigheid van los te maken gelatineuze draden die langs de onderkant van de lamellen lopen hetgeen een kenmerk is van Psilocybe liniformans.

## Habitat
Het groeit uitsluitend uit herbivore mest, meestal van paarden, en komt vaak in grote groepen voor.

## Verspreiding
Psilocybe liniformans is gevonden in Nederland, Engeland en enkele andere nabijgelegen Europese landen. 